# Aliénation (Marx)
L'aliénation (en allemand : « Entfremdung ») comme définie par Karl Marx est un concept philosophique polysémique, dont la définition a évolué au fil des écrits de l'auteur. Le dénominateur commun de ces définitions est que l'aliénation est un processus par lequel un sujet (un individu) est dessaisi de ce qui fait de lui un être humain pour le transformer en un autre, voire en quelque chose d'hostile à lui-même. Dans l'Idéologie allemande, Marx s'attarde sur le moment objectif de l'aliénation, qui a lieu lorsque l'homme ne peut se reconnaître ni dans le produit de son travail (qui lui est devenu étranger), ni dans sa propre activité productive (il n'est qu'une ressource humaine aux yeux de l'entreprise) ; il ne peut pas non plus se reconnaître dans les autres hommes (ses rapports avec eux perdant en effet leur caractère humain pour être réduit à l'échange des produits du travail).

## Origines

### Dans laCritique du droit politique hégélien
Dans la Critique du droit politique hégélien de 1843, plus précisément dans le commentaire des paragraphes 261 à 313 des Principes de la philosophie du droit, le terme « Entfremdung » intervient à quelques reprises à propos de la conception du rapport entre l'État et la société civile, rapport que Hegel dissout, selon Marx, dans une unité harmonieuse.

### Dans lesPrincipes de la philosophie du droit
Dans la Critique de la philosophie du droit de Hegel de 1844, le terme « Selbstentfremdung » vient désigner le nouvel objet de la critique : les « formes profanes » [unheiligen Gestalten] de la vie.

## Définition et évolution du concept

### Sur la Question juive
La définition de l'aliénation n'est toujours pas fixée dans Sur la Question juive. Marx pense l'aliénation en termes politiques, comme une transformation et non comme une perte. 
L'aliénation est ici utilisée par l'auteur pour souligner que, dans le cas où l'égalité juridique se répand, ce ne serait qu'une dimension de l'existence humaine qui bénéficierait de l'égalité. Dans l'ouvrage, Marx soutient que la citoyenneté n'est donc en rien l'accomplissement de l'homme dans la communauté nationale, comme ont pu le prétendre des révolutionnaires, mais un approfondissement de l'écart entre les droits civils et les conditions d'existence réelles.

### Manuscrits de 1844
Cette section ne s'appuie pas, ou pas assez, sur des sources secondaires ou tertiaires indépendantes du sujet. Le texte peut contenir des analyses inexactes ou inédites de sources primaires.
Pour l'améliorer, ajoutez-en, ou placez des modèles {{Source secondaire souhaitée}} ou {{Source secondaire nécessaire}} sur les passages mal sourcés. (janvier 2024)
Marx écrit, lors de ses années parisiennes, les Manuscrits de 1844. Il y émet une critique de l'économie politique bourgeoise et libérale, ainsi que de la philosophie spéculative allemande (hégélienne), qui, selon l'auteur, ne permettent pas une compréhension objective du présent historique. L'aliénation y est définie comme une perte d'humanité, un assèchement de l'humain dans l'être à mesure qu'il produit des objets qui obtiennent une autonomie par rapport au sujet. Ainsi, «  l'ouvrier devient d'autant plus pauvre qu'il produit plus de richesse, que sa production croît en puissance et en volume. L'ouvrier devient une marchandise d'autant plus vile qu'il crée plus de marchandises. La dépréciation du monde des hommes augmente en raison directe de la mise en valeur du monde des choses. Le travail ne produit pas que des marchandises ; il se produit lui-même et produit l'ouvrier en tant que marchandise, et cela dans la mesure où il produit des marchandises en général ».
La violence déshumanisante se situe dans le fait que l'objet devienne autonome du sujet et se retourne contre lui. Ainsi, « l'objet que le travail produit, son produit, l'affronte comme un être étranger, comme une puissance indépendante du producteur [...] cette actualisation du travail apparaît comme la perte pour l'ouvrier de sa réalité, l'objectivation comme la perte de l'objet ou l'asservissement à celui-ci, l'appropriation comme l'aliénation, le dessaisissement ».
La démarche de Marx pour définir l'aliénation est donc de partir, de manière empirique, des conditions de vie réelle des ouvriers, plutôt que de définir l'aliénation par une ontologie métaphysique comme le faisait Hegel, pour qui le travail libérait l'individu. Ici, le sujet éprouve douloureusement les effets dudit processus. Ce processus conduit le travailleur à devenir étranger à lui-même tandis qu'il produit : « Nous n'avons considéré jusqu'ici l'aliénation, le dessaisissement de l'ouvrier que sous un seul aspect, celui de son rapport aux produits de son travail. Mais l'aliénation n'apparaît pas seulement dans le résultat, mais dans l'acte de la production, à l'intérieur de l'activité productive elle-même [...] Si donc le produit du travail est l'aliénation, la production elle-même doit être l'aliénation en acte, l'aliénation de l'activité, l'activité de l'aliénation. L'aliénation de l'objet du travail n'est que le résumé de l'aliénation, du dessaisissement, dans l'activité du travail elle-même ».
Marx approfondit rigoureusement l'aliénation subjective, c'est-à-dire l'aliénation comme expérience de la souffrance, liée aux mauvaises conditions de travail : l'aliénation subjective est alors considérée comme une conséquence logique de l'aliénation objective. En effet, si le sujet en tant que travailleur éprouve de la douleur, souffre terriblement, c'est parce que les conditions dans lesquelles il effectue son activité sont difficiles, misérables, tragiques ; de véritables conditions de souffrance : la souffrance de la subjectivité s'explique par l'existence de conditions pathologiques du travail.

### L'Idéologie allemande
Selon Vasquez, l'Idéologie allemande est le premier ouvrage où Marx cherche à fonder une explication de l'aliénation à la racine. Marx s'attarde sur le moment objectif de l'aliénation, qui a lieu lorsque l'homme ne peut se reconnaître ni dans le produit de son travail (qui lui est devenu étranger), ni dans sa propre activité productive (il n'est qu'une ressource humaine aux yeux de l'entreprise) ; il ne peut pas non plus se reconnaître dans les autres hommes. Ses rapports avec eux perdent en effet leur caractère humain pour être réduit à l'échange des produits du travail.
Cette aliénation est aussi une dépossession de l'histoire, car dès lors que les forces productives s'autonomisent et deviennent étrangères aux hommes, ces derniers ne maîtrisent plus leur activité historique.

### Le Capital
Dans Le Capital, Marx définit plus en profondeur l'aliénation. Il réutilise certaines de ses définitions précédentes, et caractérise l'aliénation comme le processus par lequel on devient « étranger à soi-même ».

## Postérité

### Dans l'École de Francfort
L'école de Francfort reprend le concept d'aliénation en y apportant des modifications successives. Max Horkheimer et Theodor W. Adorno travaillent sur les manières dont l'aliénation est en quelque sorte intériorisée par le sujet.